# Gleipnir (manga)
Gleipnir (グレイプニル?, Gureipuniru) è un manga seinen scritto e disegnato da Sun Takeda e serializzato da Kōdansha dal 2015 al 2023. In Italia, i diritti dell'opera sono stati concessi a Panini Comics, che l'ha pubblicata sotto l'etichetta Planet Manga dal 2018 al 2023.

## Trama
Il liceale Shuichi Kagaya nasconde al suo interno un essere che può farlo improvvisamente trasformare in mostro; la giovane Claire Aoki, ragazza tanto estroversa quanto manipolatrice, viene tuttavia a conoscenza di tale segreto, e scopre inoltre che per lei è possibile introdursi all'interno del corpo del ragazzo.

## Media

### Manga

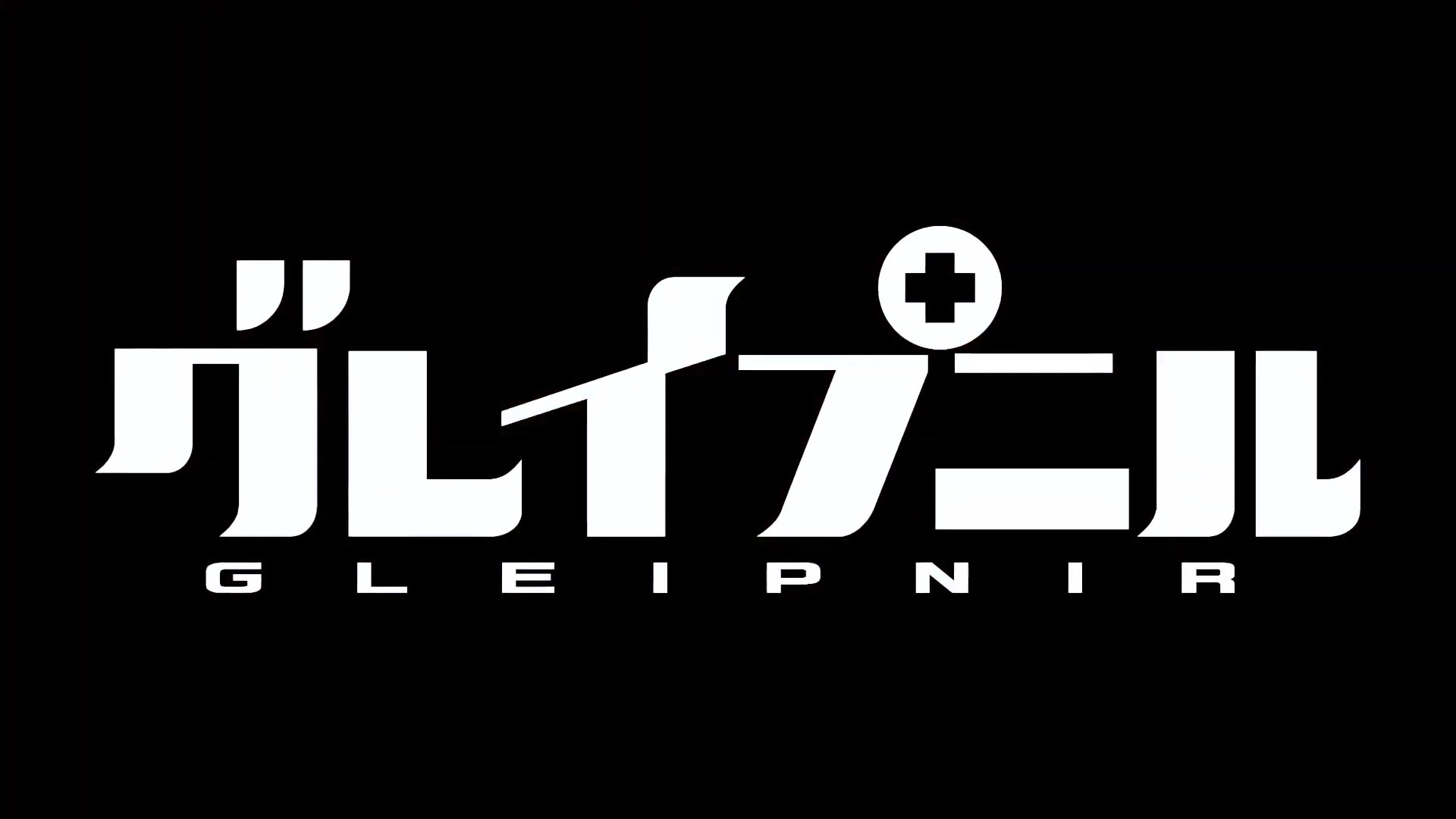
Logo ufficiale del manga e della serie animata italiano

Il manga, scritto e disegnato da Sun Takeda, è stato serializzato dal 6 ottobre 2015 al 2021 sulla rivista Young Magazine the 3rd, per poi spostarsi su Shin Monthly Young Magazine dal 20 maggio 2021 al 23 aprile 2023; entrambe le testate sono edite da Kōdansha. I capitoli sono stati raccolti in 14 volumi tankōbon dalla medesima casa editrice dal 18 marzo 2016 al 20 luglio 2023.
In Italia i volumi sono stati messi in vendita con cadenza bimestrale da Panini Comics, sotto l'etichetta Planet Manga, dal 20 dicembre 2018 al 21 dicembre 2023.

#### Volumi
| 1  | 18 marzo 2016 | ISBN 978-4-06-382752-1 | 20 dicembre 2018  | ISBN 978-88-912-8645-1 |
| 1  | Capitoli - 1. Dentro di me (僕の中には?, Boku no nakaniha) - 2. Dammi una mano! (力を貸してね?, Chikara o kashite ne) - 3. Deve avere un significato! (必ず意味はあるはずよ?, Kanarazu imi wa aru hazu yo) - 4. Il peggiore degli incubi (最悪の夢?, Saiaku no yume) - 5. Due in uno (二人で一つ?, Futari de hitotsu) |                        |                   |                        |
| 2  | 20 ottobre 2016 | ISBN 978-4-06-382868-9 | 21 febbraio 2019  | ISBN 978-88-912-8703-8 |
| 2  | Capitoli - 6. Quando diventammo una cosa sola (二人が一緒になったとき?, Futari ga issho ni natta toki) - 7. La sorella di Claire (クレアのお姉さん?, Kurea nōnēsan) - 8. Differenze (格の違い?, Kaku no chigai) - 9. L'alieno (宇宙人?, Uchūbito) - 10. Se ti vuoi trasformare (変身願望?, Henshin ganbō) - 11. Cambiamento (変化?, Henka)                                                                                           |                        |                   |                        |
| 3  | 20 aprile 2017 | ISBN 978-4-06-382957-0 | 18 aprile 2019    | ISBN 978-88-912-8771-7 |
| 3  | Capitoli - 12. Rischio (リスク?, Risuku) - 13. Un nemico pericoloso (ヤバイ敵?, Yabai teki) - 14. Compagni (仲間?, Nakama) - 15. Un contratto particolare (特別な契約?, Tokubetsuna keiyaku) - 16. La promessa (約束?, Yakusoku) - 17. Il rito (儀式?, Gishiki) - 18. Caccia al portafoglio (財布のありか?, Saifu no ari ka) |                        |                   |                        |
| 4  | 20 novembre 2017 | ISBN 978-4-06-510308-1 | 20 giugno 2019    | ISBN 978-88-912-8850-9 |
| 4  | Capitoli - 19. Trasformazione (変形?, Henkei) - 20. Io e Shuichi (私の修一?, Watashi no Shūichi) - 21. Io e lei (私とあの女?, Watashi to ano on'na) - 22. Un potere speciale (特別な力?, Tokubetsuna chikara) - 23. Amici fidati (頼もしい仲間?, Tanomoshī nakama) - 24. Marcare il territorio (縄張りのマーク?, Nawabari no Māku) - 25. Guadagnare tempo (時間稼ぎ?, Jikan kasegi)                                                  |                        |                   |                        |
| 5  | 20 giugno 2018 | ISBN 978-4-06-511455-1 | 29 agosto 2019    | ISBN 978-88-912-8951-3 |
| 5  | Capitoli - 26. L'attacco (襲撃?, Shūgeki) - 27. La scelta (選択?, Sentaku) - 28. Proteggici (守って?, Mamotte) - 29. Il protagonista (主役?, Shuyaku) - 30. La perdita (喪失?, Sōshitsu) - 31. Il luogo dell'appuntamento (約束の場所?, Yakusoku no basho) - 32. La vendetta (仇討ち?, Adauchi) |                        |                   |                        |
| 6  | 19 marzo 2019 | ISBN 978-4-06-514803-7 | 21 novembre 2019  | ISBN 978-88-912-9130-1 |
| 6  | Capitoli - 33. Il protagonista della storia (物語の主人公?, Monogatari no shujinkō) - 34. La vera identità di Aiko (愛子の正体?, Aiko no shōtai) - 35. Rabbia (怒り?, Ikari) - 36. Cento monete (100枚のコイン?, 100-mai no Koin) - 37. Trattative senza spargimento di sangue (無血交渉?, Muketsu kōshō) - 38. Un film di mostri (怪獣映画?, Kaijū eiga) - 39. Una battaglia da veri uomini (漢の戦い?, Kan no tatakai)             |                        |                   |                        |
| 7  | 20 dicembre 2019 | ISBN 978-4-06-518417-2 | 17 settembre 2020 | ISBN 978-88-912-9545-3 |
| 7  | Capitoli - 40. La richiesta della donna serpente (蛇女の願い?, Hebi on'na no negai) - 41. I sei cicli di rinascita (六道輪廻?, Rokudōrin'ne) - 42. Al posto suo (あいつの代わり?, Aitsu no kawari) - 43. La ragazza scomparsa (消えた女?, Kieta on'na) - 44. Quanto tempo (久しぶり?, Hisashiburi) - 45. Un amico cento volte più forte (100倍強い友?, 100-bai tsuyoi tomo) - 46. L'uomo che non muore (死なない男?, Shinanai otoko) |                        |                   |                        |
| 8  | 6 aprile 2020 | ISBN 978-4-06-519203-0 | 20 maggio 2021    | ISBN 978-88-912-9952-9 |
| 8  | Capitoli - 47. Fino alla fine (最後まで?, Saigomade) - 48. Quello che stiamo cercando (探しているもの?, Sagashite iru mono) - 49. Un cuore che non vacilla (揺るがない心?, Yuruganai kokoro) - 50. L'inizio (始まり?, Hajimari) - 51. Entusiasmo e tristezza (憧れと憎しみ?, Akogare to nikushimi) - 52. Destino (運命?, Unmei) |                        |                   |                        |
| 9  | 19 novembre 2020 | ISBN 978-4-06-521341-4 | 11 novembre 2021  | ISBN 978-88-287-6340-6 |
| 9  | Capitoli - 53. L'unione perfetta (完全なる合体?, Kanzen'naru gattai) - 54. Perché (どうして?, Dōshite) - 55. Il peso della vita (命の重さ?, Inochi no omo-sa) - 56. Il desiderio di Elena (江麗奈の望み?, Erena no nozomi) - 57. La sorella (妹?, Imōto) - 58. Come far finire una storia (物語の終わらせ方?, Monogatari no owara se-kata)                                                                                           |                        |                   |                        |
| 10 | 20 maggio 2021 | ISBN 978-4-06-523320-7 | 3 febbraio 2022   | ISBN 978-88-287-6498-4 |
| 10 | Capitoli - 59. Adesso tocca a me (今度は私の番?, Kondo wa watashi no ban) - 60. Claire (クレア?, Kurea) - 61. Preghiera di dolore (願い、苦しむ。?, Negai, kurushimu.) - 62. Ciò che voglio proteggere (守りたいもの?, Mamoritaimono) - 63. La forza che ribolle (沸き起こる力?, Wakiokoru chikara) |                        |                   |                        |
| 11 | 20 dicembre 2021 | ISBN 978-4-06-526170-5 | 19 maggio 2022    | ISBN 978-88-287-6666-7 |
| 11 | Capitoli - 64. Un cuore solo (心を一つに?, Kokoro o hitotsu ni) - 65. La preghiera di Claire (クレアの願い?, Kurea no negai) - 66. I due invincibili (無敵の二人?, Muteki no futari) - 67. Il vero me stesso (本当の俺?, Hontō no ore) - 68. Cosa si fa adesso? (これからどうする??, Korekara dō suru?) - 69. La preghiera di mia sorella (姉の願い?, Ane no negai) - 70. La sorella più forte (最強の妹?, Saikyō no imōto)          |                        |                   |                        |
| 12 | 20 giugno 2022 | ISBN 978-4-06-528135-2 | 16 febbraio 2023  | ISBN 978-88-287-2869-6 |
| 12 | Capitoli - 71. Colei che tutto cancella (すべてを消す者?, Subete o kesu mono) - 72. La colpa (悪くない?, Warukunai) - 73. Ciò che è da proteggere (守るべきもの?, Mamorubekimono) - 74. All'inizio è un odore (始まりの匂い?, Hajimari no nioi) - 75. Il potere che ho scelto (選んだ力?, Eranda chikara) - 76. Sacrificio (犠牲?, Gisei)                                                                                            |                        |                   |                        |
| 13 | 19 gennaio 2023 | ISBN 978-4-06-530415-0 | 31 agosto 2023    | ISBN 978-88-287-4977-6 |
| 13 | Capitoli - 77. Chi è Honoka (ほのかの正体?, Honoka no shōtai) - 78. I giorni dello splendore (輝ける日々?, Kagayakeru hibi) - 79. La ragione della forza (力の理由?, Chikara no riyū) - 80. Un posto per lei (彼女の居場所?, Kanojo no ibasho) - 81. La fine della tragedia (悲劇の終わり?, Higeki no owari) - 82. I dimenticati (忘れられた者?, Wasure rareta mono)                                                                 |                        |                   |                        |
| 14 | 20 luglio 2023 | ISBN 978-4-06-532377-9 | 21 dicembre 2023  | ISBN 978-88-287-7189-0 |
| 14 | Capitoli - 83. Chi scrive la parola "fine" (終わらせる者?, Owara seru mono) - 84. Per chi esiste questo mondo (誰のための世界?, Dare no tame no sekai) - 85. Incontri e dipartite (出会いと別れ?, Deai to wakare) - 86. Chi salverà il mondo (世界を救う者?, Sekai o sukuumono) - 87. L'ultima risposta (最後の答え?, Saigo no kotae) - Ultimo capitolo. E infine, il mondo (そして世界は?, Soshite sekai wa)                        |                        |                   |                        |

### Anime

Una scena dell'anime, in cui è presente il protagonista Shuichi Kagaya

Un adattamento anime è stato annunciato nel quarto numero di Young Magazine the 3rd il 3 marzo 2019. La serie è stata animata dallo studio Pine Jam e diretta da Kazuhiro Yoneda, con Shinichi Inotsume che si è occupato della sceneggiatura e Takahiro Kishida che ha curato il character design. Ryōhei Sataka ha composto la colonna sonora. È stato trasmesso dal 5 aprile al 28 giugno 2020 su Tokyo MX e altre reti affiliate. H-el-ical// ha cantato la sigla d'apertura Altern-ate- (lett. "Altern-ato") mentre il gruppo internazionale Mili ha interpretato quella di chiusura chiamata Ame to taieki to nioi (雨と体液と匂い? lett. "Pioggia, fluidi corporei e odore").
In Italia i diritti sono stati acquistati da Dynit che ha pubblicato la serie in simulcast in versione sottotitolata su VVVVID.

#### Episodi
| Nº | Titolo italiano Giapponese 「Kanji」 - Rōmaji                 | In onda        | In onda        |
| Nº | Titolo italiano Giapponese 「Kanji」 - Rōmaji                 | Giapponese     | Italiano       |
| 1  | Dentro di me... 「僕の中には」 - Boku no maka niwa            | 5 aprile 2020  | 6 aprile 2020  |
| 2  | Il significato del vuoto 「空っぽの意味」 - Karappo no imi    | 12 aprile 2020 | 13 aprile 2020 |
| 3  | Elena 「エレナ」 - Elena                                      | 19 aprile 2020 | 20 aprile 2020 |
| 4  | Il desiderio di cambiare 「変身願望」 - Henshin ganbō         | 26 aprile 2020 | 27 aprile 2020 |
| 5  | Un nemico pericoloso 「ヤバイ敵」 - Yabai teki                | 3 maggio 2020  | 4 maggio 2020  |
| 6  | Collezionisti 「収集者」 - Shūshūsha                          | 10 maggio 2020 | 11 maggio 2020 |
| 7  | Cambio di forma 「変形」 - Henkei                             | 17 maggio 2020 | 18 maggio 2020 |
| 8  | L'ombra nei ricordi 「記憶の影」 - Kioku no kage              | 24 maggio 2020 | 25 maggio 2020 |
| 9  | Il marchio dello scontro 「激突のマーク」 - Gekitotsu no māku | 31 maggio 2020 | 1º giugno 2020 |
| 10 | Splendidi fiori 「美しい花」 - Utsukushī hana                 | 7 giugno 2020  | 8 giugno 2020  |
| 11 | Il costo della decisione 「決意の代償」 - Ketsui no daishō    | 14 giugno 2020 | 15 giugno 2020 |
| 12 | Il luogo promesso 「約束の場所」 - Yakusoku no basho          | 21 giugno 2020 | 22 giugno 2020 |
| 13 | Due in uno 「二人で一つ」 - Futari de hitotsu                 | 28 giugno 2020 | 29 giugno 2020 |